# Клітка (фільм, 2000)
«Клітка» (англ. The Cell) — американський психологічний трилер 2000 року режисера Тарсема Сінгха. У головній ролі фільму знялася співачка і актриса Дженніфер Лопес. Прем'єра фільму відбулася 17 серпня 2000 року.

## Сюжет
Дитячого психолога Кетрін Дін наймають, щоб провести під керівництвом лікарів Генрі Веста та Міріам Кент експериментальне лікування у віртуальній реальності пацієнта у комі за допомогою пристрою «Неврологічна картографія та система синаптичної передачі», який дає змогу їй увійти в коматозний розум і спробувати привести пацієнта до притомності. Технологію фінансують батьки її пацієнта, Едварда Бейнса, хлопчика, який перебуває в коматозному стані через вірусну інфекцію, що викликає незвичайну форму шизофренії. Прогресу Бейнса заважає альтер-его, схоже на страшило, якого Дін уникає. Попри відсутність прогресу, Вест і Кент відхиляють пропозицію Дін щодо інверсії, тобто, щоб Бейнс проник до її свідомості, побоюючись наслідків його поведінки в незнайомому світі.
Маніяк-психопат Карл викрадає жінок і поміщає їх до кімнати, що за 40 годин наповнюється водою і жертва захлинається. Все це він знімає на відео. По всьому тілу маніяка вживлені сталеві кільця, за які він підвішує себе ланцюгами, і в такому положенні переглядає відзнятий матеріал. Після чергового викрадення маніяк спійманий, але він перебуває в комі після шизофренічного припадку. Місце розташування його жертви лишається невідомим.
Використовуючи нову технологію, Кетрін, а потім і один зі слідчих занурюються в дивний, заворожливий, відірваний від реальності світ уяви маніяка. У цьому світі, створеному уявою збоченця, всі закони підкоряються тільки своєму господареві. Варто повірити в реальність того, що відбувається — і вибратися буде неможливо.
Кетрін та її помічникові необхідно з'ясувати, де ж в реальності знаходиться місце, де маніяк мучив своїх жертв. У світі маніяка вони зустрічають і його спогад про самого себе — маленького, заляканого, але доброго хлопчика, якого мучить і принижує батько-п'яниця. Поступово стає ясно, що саме таке скалічене, нещасне дитинство стало причиною садистських нахилів Карла. Соратник Кетрін впевнений, що справа в самому Карлі і що можна пережити й не такі приниження, залишившись людиною без відхилень. Однак Кетрін жаліє Карла. Після битви з тією частиною його душі, яка увібрала в собі все зло, вже майже здолавши цього темного короля і повелителя внутрішнього світу Карла, вона розуміє, що остаточна перемога неможлива, поки живий хлопчик — Карл, оскільки темний король-садист і добра дитина — дві частини однієї і тієї ж душі.
Незадовго до цього хлопчик — Карл розповів Кетрін історію про те, як одного разу він приніс додому пташку зі зламаною лапкою і вилікував її, але його жорстокий батько дізнався про це, і Карл, розуміючи, що пташку чекає жахлива болісна смерть, якщо її знайде батько, сам втопив її у ванні. «Так було краще для неї», — каже він. Кетрін бере пораненого хлопчика і опускає його в озеро, біля якого відбувалася битва. Хлопчик — Карл тоне, водночас гине і темна частина душі Карла, і зразу ж умирає в реальності сам Карл. Кетрін прокидається. Після всього вона забирає собі собаку маніяка. Завдяки поміченим підказкам у видіннях маніяка, другий слідчий знаходить викрадену дівчину і в останній момент рятує.
Надалі Кетрін успішно використовує проникнення у внутрішній світ для допомоги хлопчикові, який перебуває в комі. Після цього Дін і Новак зустрічаються біля будинку Старгер. ФБР офіційно виключило технологію проникнення у свідомість зі свого розслідування, а Дін отримала дозвіл використати інверсію з Едвардом Бейнсом. Заключна сцена — Бейнс, що підійшов, аби обійняти Дін.

## Актори
- Дженніфер Лопес — Кетрін Дін
- Вінсент Д'Онофріо — Карл Старгером
  - Джейк Томас — Карл Старгером в дитинстві
- Вінс Вон — Пітер Новак
- Джейк Вебер — Гордон Ремсі
- Ділан Бейкер — Генрі Уест
- Меріанн Жан-Батист — Міріам Кент
- Тара Сабкофф — Джулія Хіксон
- Колтон Джеймс — Едвард Бейнс
- Мусетта Вандер — Елла Бейнс
- Патрік Бошо — Люсьєн Бейнс
- Джеймс Геммон — Тедді Лі
- Дін Норріс — Коул
- Прюїтт Тейлор Вінс — доктор Рейд
- Пітер Сарсґаард — Джон Трейсі

## Продовження
У 2009 році відразу на DVD вийшов фільм «Клітка-2» (The Cell 2), що є продовженням (спінофом) першого фільму. Фільм розповідає про серійного вбивцю і жінку-медіума, яка повинна здійснити подорож у його підсвідомість, щоб урятувати жертв маніяка.

## Художні впливи
Деякі сцени в «Клітці» натхненні художніми творами. Сцена, в якій кінь розпадається на шматки падаючими скляними панелями, була натхненна роботами британського художника Дем'єна Герста. Фільм також включає сцени, засновані на роботах інших художників кінця XX століття, зокрема Одда Нердрума, Ганса Ґігера та братів Квей. Під час однієї зі сцен героїня Дженніфер Лопес засинає, дивлячись фільм «Фантастична планета».
У сцені розмови Кетрін із Карлом, коли він «прибирає» свою першу жертву, декорації нагадують музичний кліп «REMING ROSE». Сцена, де Пітер Новак уперше потрапляє в голову Карла Старгера, і перед ним стоять три жінки з відкритими ротами до неба — за мотивами картини «Світанок» норвезького художника Одда Нердрума. Сцена, в якій Кетрін Дін переслідує Карла у кам'яному коридорі, безпосередньо перед тим, як вона входить до кімнати з конем, заснована на картині Ґігера «Шахт».